# Сен-Брис (Шаранта)
Сен-Брис (фр. Saint-Brice) — коммуна во Франции, находится в регионе Пуату — Шаранта. Департамент — Шаранта. Входит в состав кантона Коньяк-Нор. Округ коммуны — Коньяк.
Код INSEE коммуны — 16304.
Коммуна расположена приблизительно в 410 км к юго-западу от Парижа, в 110 км юго-западнее Пуатье, в 35 км к западу от Ангулема.

## Население
Население коммуны на 2008 год составляло 1095 человек.
| 1962 | 1968 | 1975 | 1982 | 1990 | 1999 | 2008 |
| ---- | ---- | ---- | ---- | ---- | ---- | ---- |
| 775  | 778  | 950  | 963  | 1002 | 970  | 1095 |

## Экономика
В 2007 году среди 702 человек в трудоспособном возрасте (15—64 лет) 486 были экономически активными, 216 — неактивными (показатель активности — 69,2 %, в 1999 году было 71,0 %). Из 486 активных работали 450 человек (239 мужчин и 211 женщин), безработных было 36 (10 мужчин и 26 женщин). Среди 216 неактивных 61 человек были учениками или студентами, 110 — пенсионерами, 45 были неактивными по другим причинам.

## Достопримечательности
- Замок Сен-Брис[фр.] (XVI век). Исторический памятник с 1971 года[3]
- Замок Гард-Эпе[фр.] (XVI век). Исторический памятник с 1973 года[4]
- Аббатство Успения Божьей Матери[фр.] (XII век). Исторический памятник с 1948 года[5]
- Приходская церковь Сен-Брис (XII век). Исторический памятник с 1964 года[6]
- Дольмен Гард-Эпе. Исторический памятник с 1926 года[7]

## Города-побратимы
- Радда-ин-Кьянти (Италия)

## Фотогалерея

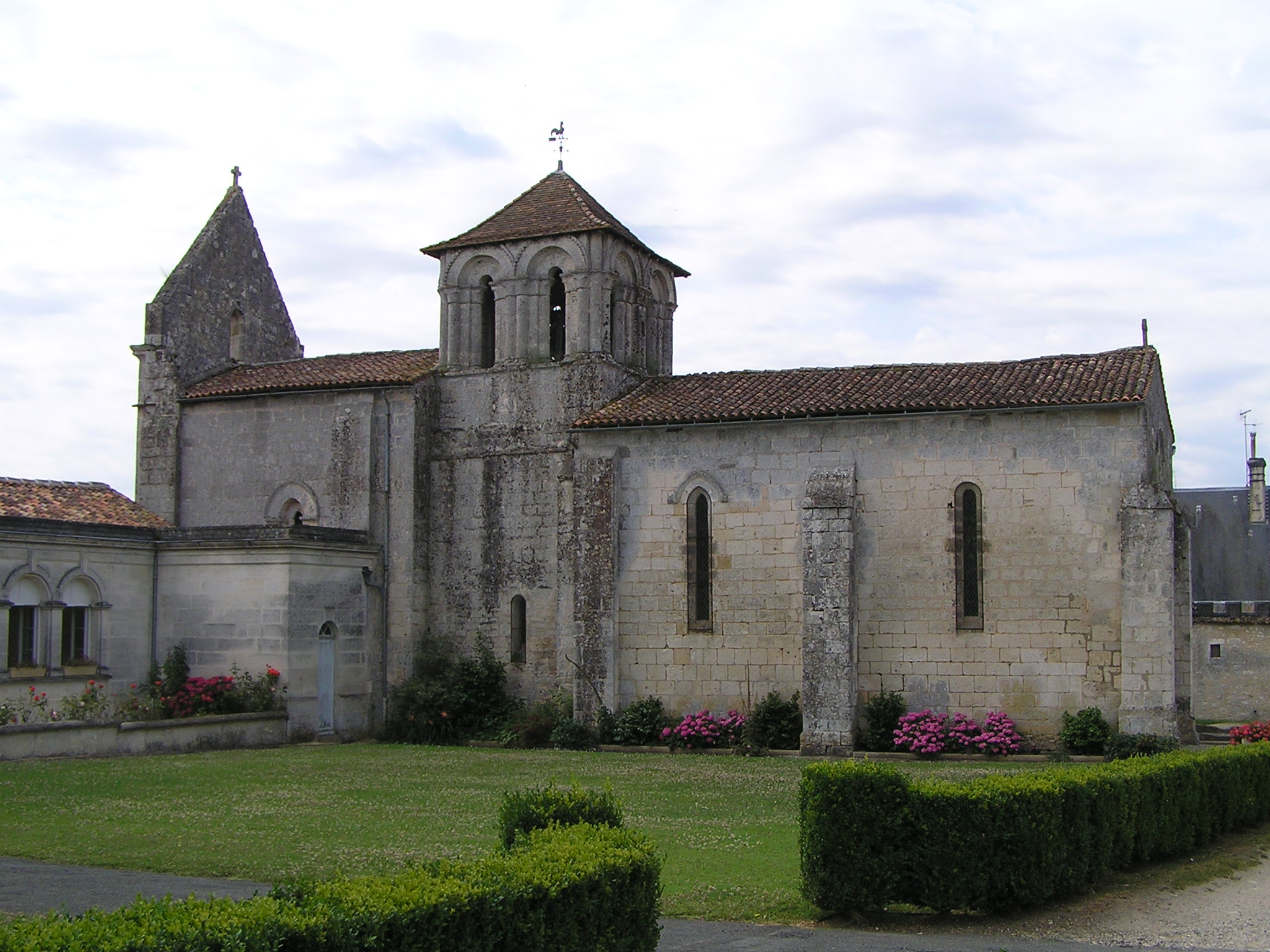
Церковь Сен-Брис
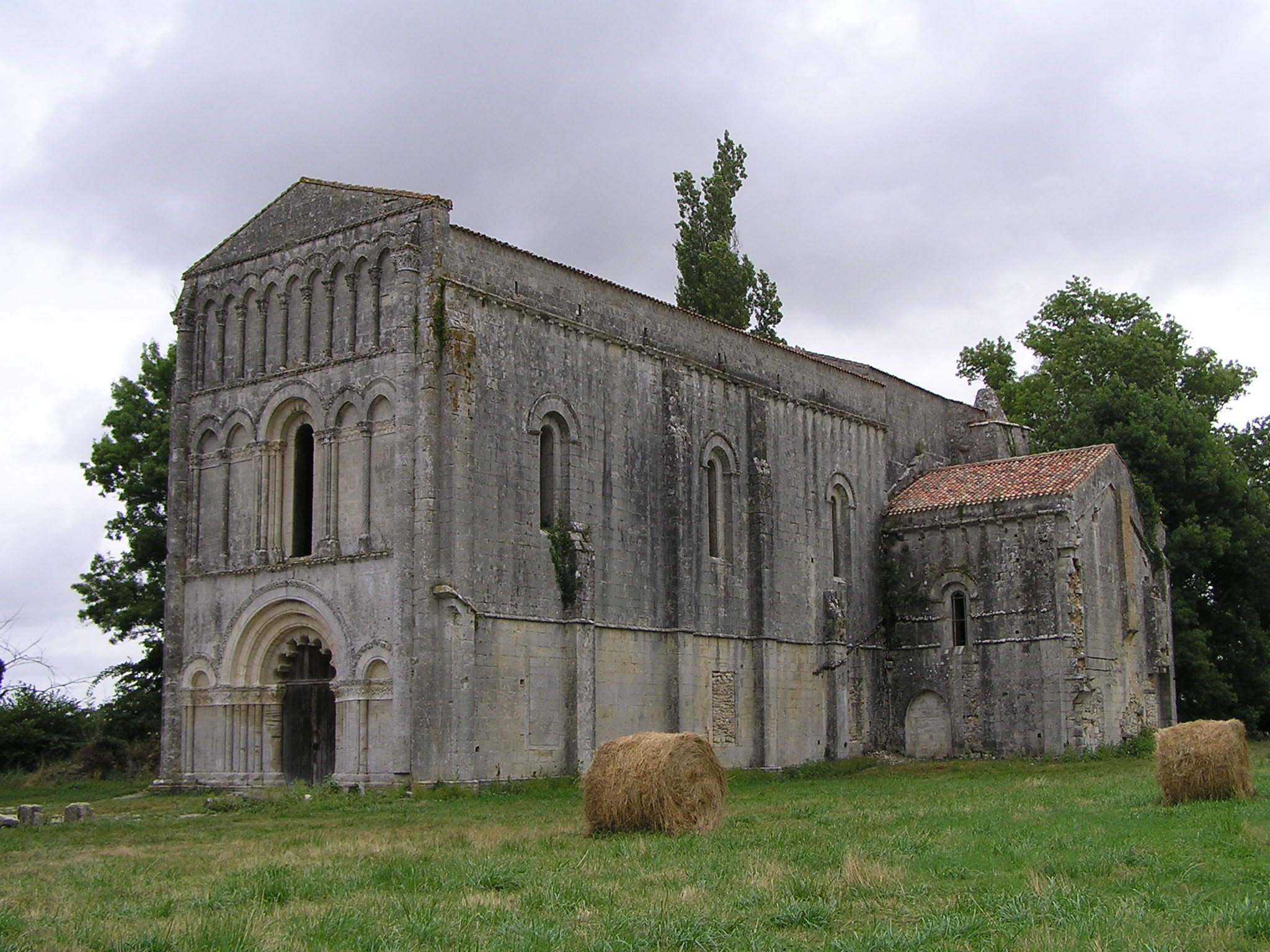
Аббатство Успения Божьей Матери
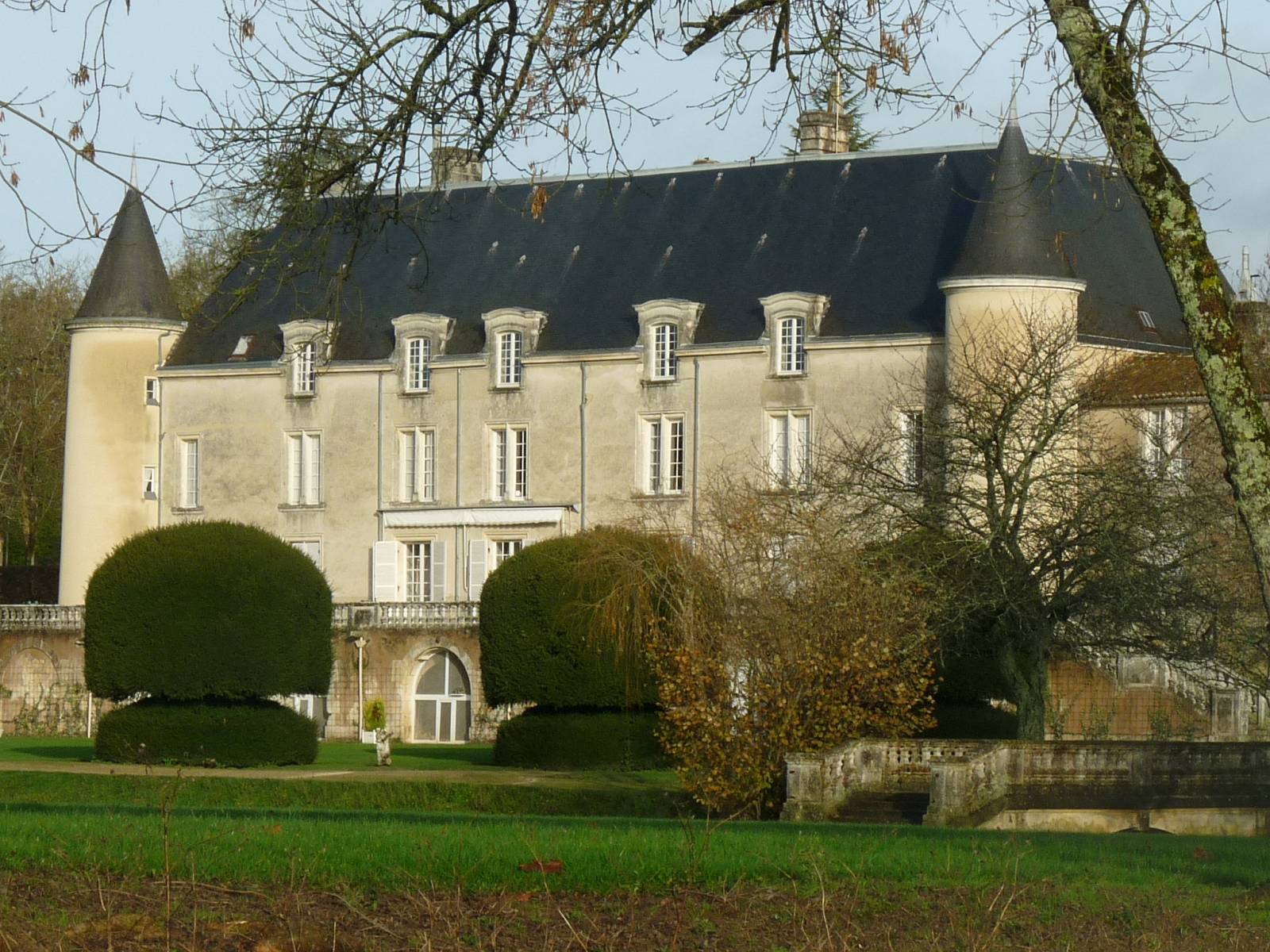
Замок Сен-Брис
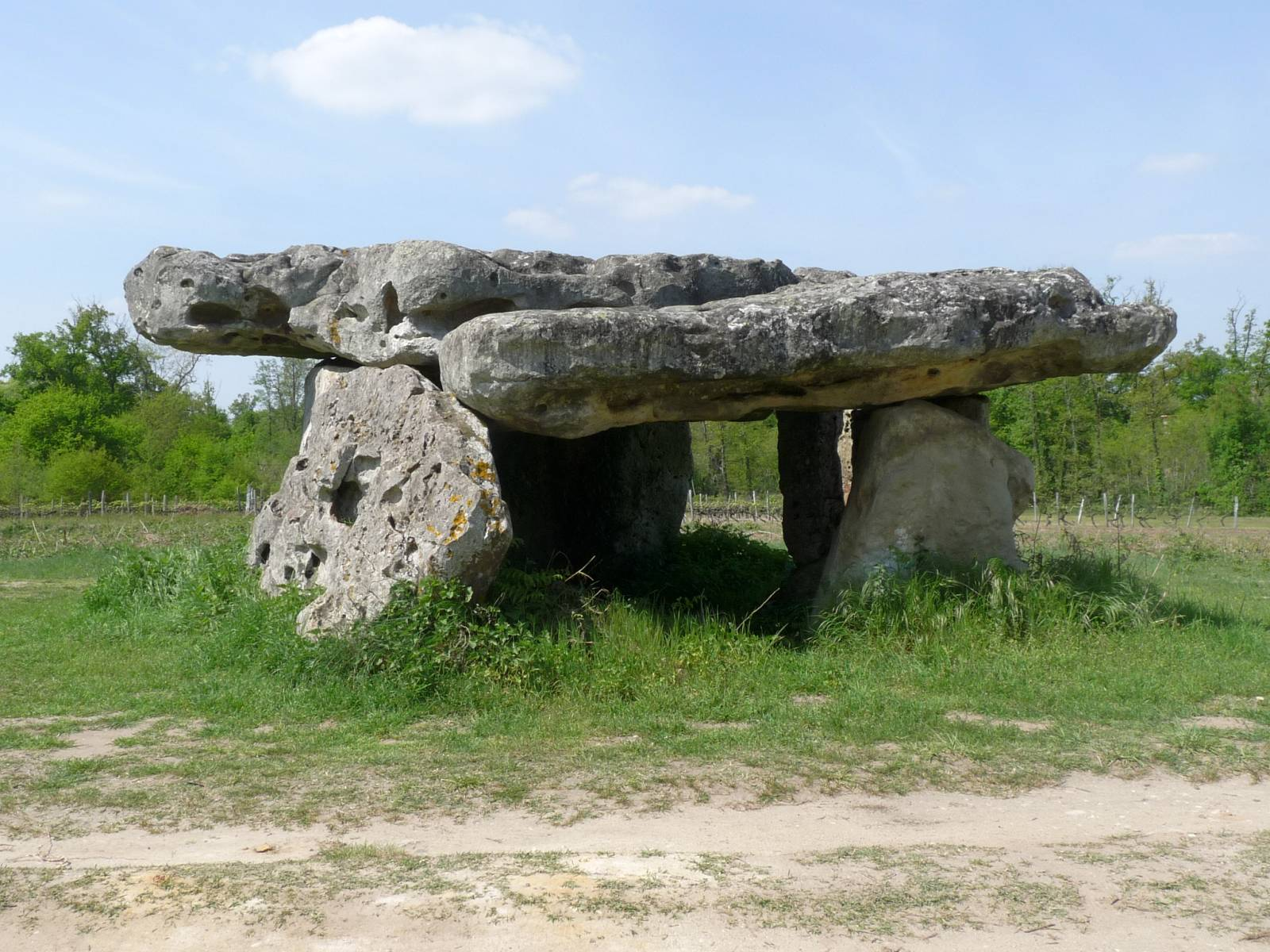
Дольмен Гард-Эпе (фр.)